# 上野家成
上野 家成（うえの いえなり）は、戦国時代から安土桃山時代にかけての武将。上杉氏の家臣。越後国の国人。魚沼郡妻有郷の節黒城主。

## 出自
家成の上野氏は清和源氏・新田氏里見流の後裔と伝わる。

## 略歴
弘治2年（1556年）、下平吉長と上田を巡る領地争いの最中、重臣本庄実乃が家成に、大熊朝秀が下平に加担する。家中の執政を掌る本庄と大熊はライバル関係にあり、家臣団の派閥対立が激化、これらに加え国人層の離反や武田信玄との戦線膠着といった諸問題に嫌気のさした長尾景虎は春日山城を出奔した（出家騒動）。この混乱に乗じ大熊らは武田氏と内通し反乱を起こし、会津の蘆名盛氏もこれに呼応した。同年8月23日、大熊は越中一向一揆勢を率いて越中国から越後へ攻め入った。謙信は家成と庄田定賢らを派遣した。家成らは数の上では兵力に勝る大熊を西頸城郡駒帰にて破り、越中に敗走させた。大熊は上杉氏を出奔し、武田氏の陣営に加わった。
元亀元年(1570年)に締結された越相同盟では、後北条氏との交渉役を河田重親らと共に務めた。天正6年（1578年）、謙信没後の御館の乱の際には上杉景勝側に味方し、上野国利根郡沼田城にあって守りを固めたと伝わる。慶長3年（1598年）、上杉景勝が豊臣秀吉の命で会津若松に移封された際、多くの将兵が越後を離れ会津に移ったが、家成はそのまま越後に留まった。
慶長6年（1601年）、関ヶ原の戦いにおいて西軍に味方した上杉景勝は旧領越後を併合しようとした（上杉遺民一揆）。家成も上杉方として扇動に参加したが、西軍が敗れたため上杉氏はこれを諦めた。戦後、上杉氏は大幅に減封され出羽国米沢に移動された。これに伴い、家成は越後を離れ米沢に移入した。
上杉謙信の死の直後、上野国沼田城の城代であった家成は、領内の寺に謙信の供養塔を建てた。この供養塔は後に移転して、現在も利根郡みなかみ町の如意寺に現存する。